# Ojeda (Argentine)
Pour les articles homonymes, voir Ojeda.
Ojeda est une localité rurale argentine située dans le département de Realicó, dans la province de La Pampa. Elle fait partie de la municipalité d'Alta Italia.

## Démographie
La localité compte 70 habitants (Indec, 2010), soit une augmentation par rapport au précédent recensement de 2001 qui comptait 68 habitants.